# ILMA
A Indústria de Lacticínios da Madeira (ILMA) foi uma empresa de lacticínios portuguesa com sede em São Martinho, na cidade do Funchal, Madeira.
Os seus produtos, que eram apenas comercializados no âmbito regional, foram uma referência na Madeira durante várias décadas.

## História
A ILMA, acrónimo de Indústria de Lacticínios da Madeira, foi estabelecida em 1971. Comercializava leite UHT (marcas Estrelícia e Pico Ruivo), manteiga (marca Zarco), queijo, iogurte e gelado.
Na década de 1980, tinha uma produção diária de leite a rondar os 25.000 litros. No seu auge, chegou a dar emprego, direto e indireto, a cerca de 300 trabalhadores distribuídos por várias áreas.
Desde 2010 que a empresa vinha a acumular dívida com trabalhadores e outros credores. Na sequência desta situação financeira, em 3 de setembro de 2013, a assembleia de credores aprovou por maioria a liquidação da ILMA, levando ao desemprego cerca de 60 trabalhadores.